# 829
Évszázadok: 8. század – 9. század – 10. század
Évtizedek: 770-es évek – 780-as évek – 790-es évek – 800-as évek – 810-es évek – 820-as évek – 830-as évek – 840-es évek – 850-es évek – 860-as évek – 870-es évek
Évek: 824 – 825 – 826 – 827 –  828 – 829 – 830 – 831 – 832 – 833 – 834

## Események

### Európa
- II. Mikhaél bizánci császár sereget küld a Szicíliát dúló arabok ellen. Vezére, Theodotosz megtámadja az Ennát ostromló muszlimokat, de vereséget szenved és a városban keres menedéket. Ezután azonban meglepetésszerűen kitör és megfutamítja az ostromlókat, akik Minea várában keresnek menedéket.
- Októberben 59 évesen vesebetegségben meghal II. Mikhaél császár. A trónon fia, a 16 éves Teophilosz követi.
- A frissen megalakult Krétai Emirátus hajói Thaszosznál súlyos vereséget mérnek a bizánci flottára, amely ezután képtelen megvédeni az Égei-tenger partvidékét és szigeteit a fosztogató araboktól.
- Jámbor Lajos frank császár megváltoztatja az örökösödés rendjét, második feleségétől, Welf Judittól született 6 éves fia, Károly megkapja Alemanniát. Az elsőszülött Lothár, aki ezzel örökségének jelentős részétől elesik, a következő évben fellázad.
- Giustiniano Participazio velencei dózse hazahívja száműzött öccsét, Giovannit, majd hamarosan meghal. Posztján Giovanni követi, aki bátyja végrendeletének megfelelően templomot kezd építeni Márk evangélista ereklyéinek elhelyezésére.
- A wessexi Egbert megtámadja Merciát és elűzi Wiglaf királyt. Betör Northumbriába és legyőzi Eanred királyt, aki meghódol neki és a többi angolszász királyság is elismeri őt bretwaldának, nagykirálynak.
- Björn at Haugi svéd király keresztény hittérítőket kér Jámbor Lajostól; a császár Ansgart küldi.

## Születések
- Al-Naszáí, perzsa teológus
- I. Jahjá, marokkói emír

## Halálozások
- október 2. – II. Mikhaél, bizánci császár
- Giustiniano Participazio, velencei dózse

## Fordítás
- Ez a szócikk részben vagy egészben  a(z)   829 című angol Wikipédia-szócikk ezen változatának fordításán alapul.  Az eredeti cikk szerkesztőit annak laptörténete sorolja fel. Ez a jelzés csupán a megfogalmazás eredetét és a szerzői jogokat jelzi, nem szolgál a cikkben szereplő információk forrásmegjelöléseként.